# Valvole in testa

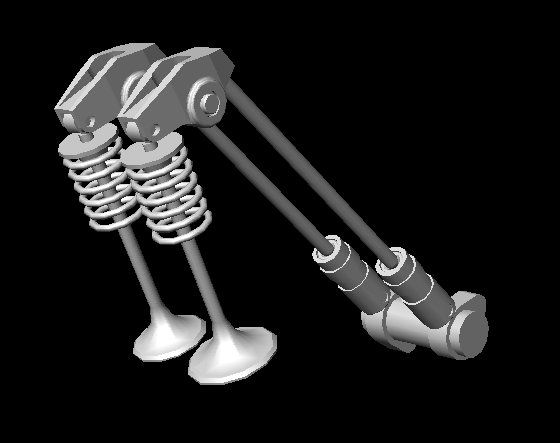
Sistema OHV

Valvole in testa, o in inglese Over Head Valves (OHV), comunemente denominato anche "Ad aste e bilancieri", è un particolare tipo di distribuzione utilizzata sui motori a quattro tempi.

## Tecnica costruttiva

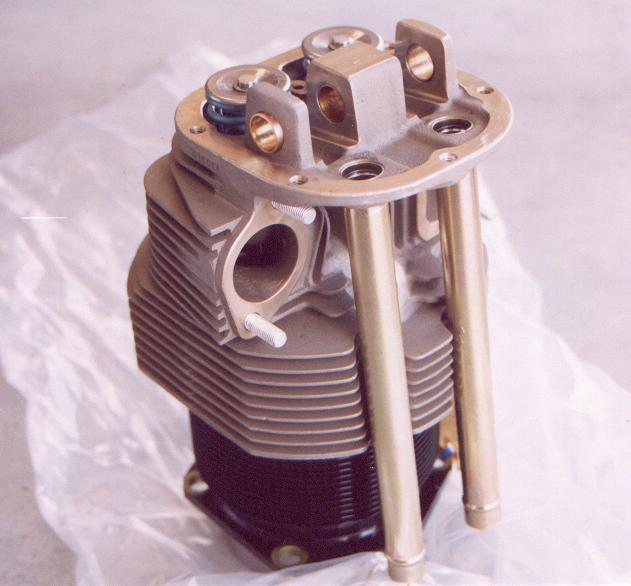
Cilindro con sistema OHV

La distribuzione OHV consta di uno o due alberi a camme posizionati vicino all'albero a gomiti, ovvero nel carter motore o in alcuni casi le camme possono essere posizionate sull'albero motore, questo sistema permette d'avere 2 o 4 (solo con due alberi a camme) valvole per cilindro.
Nel caso si utilizzi uno o più alberi a camme, questi sono comandati da un ingranaggio che trasmette il moto dell'albero motore, le quali comandano un sistema a punteria, costituito da aste che azionano i bilancieri, che comandano l'apertura delle valvole, che vengono tenute chiuse dalle molle.
Tale tipologia di distribuzione migliora la resa del motore ma aumentano i consumi d'olio, in quanto permette d'avere un rapporto di compressione più elevato, delle fasi d'aspirazione e di scarico ottimizzate, dato il minor ingombro e quindi miglior posizionamento dei condotti, inoltre la distribuzione stessa è meno bisognosa di manutenzione, in quanto le camme sono in un ambiente più fresco e quindi sono soggette ad uno stress minore.

## Vantaggi
- Dimensioni totali ridotte, questo sistema, per come è fatto, permette un ingombro minore della testata.
- Sistema meno complesso, rispetto al sistema DOHC, risulta essere più facile da progettare, dati i minori ingombri.
- Tempi di manutenzione ridotti, questa velocità di manutenzione è data dal tipo di struttura e di comando di tale sistema, che permette di sostituire le guarnizioni o altri componenti, senza dovere necessariamente smontare la trasmissione.

## Svantaggi
- Limitazione del regime (rpm) massimo del motore, ciò è dato dalla maggiore inerzia di questa distribuzione, la quale viene aggravata dal tipo di punteria, che presenta delle aste che comandano il bilanciere delle valvole.

## Utilizzi

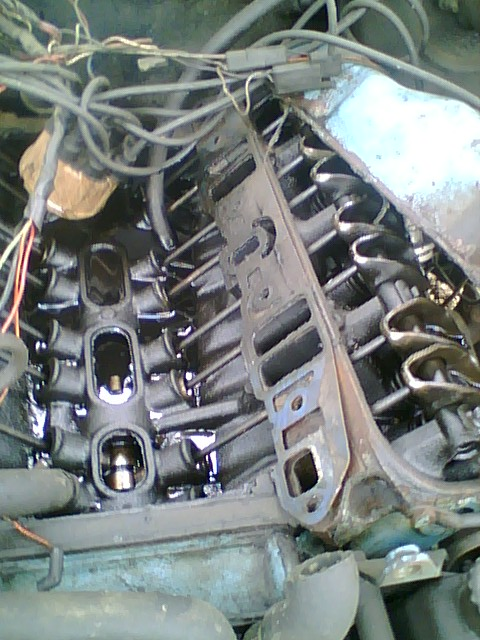
Motore a V con distribuzione OHV

Questa distribuzione è quasi in disuso ma viene ancora utilizzata sia in campo motociclistico che automobilistico che aeronautico per motori lenti: infatti si presta molto bene con motori a due valvole per cilindro, come le moto americane e alcune automobili.
Infatti nelle auto con un'architettura a V del motore, l'albero a camme può essere collocato nel basamento all'interno della "V". Questa soluzione è stata abbandonata in Europa e Giappone ma è ancora assai diffusa negli Stati Uniti (anche per modelli sofisticati). Un esempio classico è il motore V8 LS della "Chevrolet Corvette C7".
Un esempio di motore in linea con questa architettura è il diffusissimo 4 cilindri Fiat (serie 100) che, in varie cilindrate, ha equipaggiato le utilitarie del passato (600, 850, 127, Uno, A112, Panda e Cinquecento).